# 坂本宗華
坂本宗華（1980年6月26日—），臺灣藝人、DJ，曾為嘻哈團體大嘴巴成員，身兼大嘴巴團長與音樂操盤手，2006年參加DMC世界DJ大賽榮獲第六名，2007年成為大嘴巴一員。宗華於台灣出生，父親是日本人，母親是阿美族，國中畢業後，曾在日本茨城縣筑波市居住。

## 來歷
- 2007年11月，首次以嘻哈組合「大嘴巴（DA MOUTH）」在亞洲各地進行音樂活動。

## 家庭
大哥坂本龍，二哥坂本宗偉。
妻子為陳美姬是台灣模特兒，並有一子。

## 演出作品

### 電視劇
- 2013年《沒有名字的甜點店》飾 阿貓
- 2019年《遺失的1/2》飾 老闆

### 電視節目
- 2021年《全明星運動會》第三季 - 紅隊成員

### 音樂錄影帶
- 2019年 楊乃文 - 貴族的輓歌
- 2019年 張惠妹 x 頑童mj116 -完美世界Ｍ

## 音樂作品
- 2007年11月16日發售，DA Mouth大嘴巴《Da Mouth大嘴巴同名專輯》，環球音樂發行。
- 2008年12月19日發售，DA Mouth大嘴巴《王元口力口》專輯，環球音樂發行。
- 2010年1月23日發售，DA Mouth大嘴巴《万凸3》專輯，環球音樂發行。
- 2010年10月8日發售，DA Mouth大嘴巴《首部曲》專輯，環球音樂發行。
- 2012年4月20日發售，DA Mouth大嘴巴《流感》專輯，環球音樂發行。

## DJ
- 2010 大嘴巴「喇舌」
- 2010 大嘴巴「rock it」
- 2010 大嘴巴「kiss」
- 2009 大嘴巴「國王皇后」
- 2008 大嘴巴「結果哩」

## 獎項

### 音樂類
| 年 份  | 頒獎典禮     | 獎項           | 作品           | 結果 |
| ------ | ------------ | -------------- | -------------- | ---- |
| 2008年 | 第19屆金曲獎 | 最佳演唱組合獎 | 《大嘴巴》     | 獲獎 |
| 2009年 | 第20屆金曲獎 | 最佳演唱組合獎 | 《王元口力口》 | 提名 |
| 2011年 | 第22屆金曲獎 | 最佳演唱組合獎 | 《万凸3》      | 獲獎 |

## 爭議事件
2011年，大嘴巴與S.H.E入圍第22屆金曲獎最佳演唱組合，大嘴巴在典禮開始前的紅毯上接受訪問時，被主持人黃子佼問：「把S.H.E放哪裡？」團員宗華回答：「以音樂來講，我真的沒放在眼裡。」此言論引發S.H.E歌迷反彈，痛批大嘴巴囂張，大嘴巴經紀人強調宗華並沒有惡意。隨後在頒獎典禮獲獎時，團員MC40在臺上則表示要把獎和S.H.E的Selina分享。其後，大嘴巴團員在其所主持的《完全娛樂》節目中，亦正式向前來宣傳專輯的S.H.E道歉。

## 外部連結
- 坂本宗華個人部落格（页面存档备份，存于）
- 大嘴巴官方部落格（页面存档备份，存于）
- 坂本宗華的Facebook專頁
- 坂本宗華的Instagram帳戶